# Quintet de corda, Op. 29 (Beethoven)
El Quintet de corda en do major, Op. 29, fou compost per Ludwig van Beethoven el 1801. Aquesta obra està instrumentada per quartet de corda i una viola extra (dos violins, dues violes, i violoncel).
L'Op. 29 és una composició original en el gènere de quintet de la corda; de les seves altres obres per a quintet, l'Op. 4 és una transcripció, un arranjament de l'Octet per a vent, Op. 103, una obra primerenca, i l'Op. 104 és un arranjament d'un trio per a piano també primerenc. Finalment, la fuga, del període tardà, és una obra curta.

## Moviments
1. Allegro moderato
2. Adagio molto espressivo
3. Scherzo. Allegro
4. Presto

## Influència
Aquest quintet, sembla que va servir d'inspiració a Schubert per escriure el seu quintet de corda en la mateixa tonalitat (la instrumentació inclou dos cel·los més que dues violes com en el quintet de Beethoven).